# Revolutionshochzeit (1915)

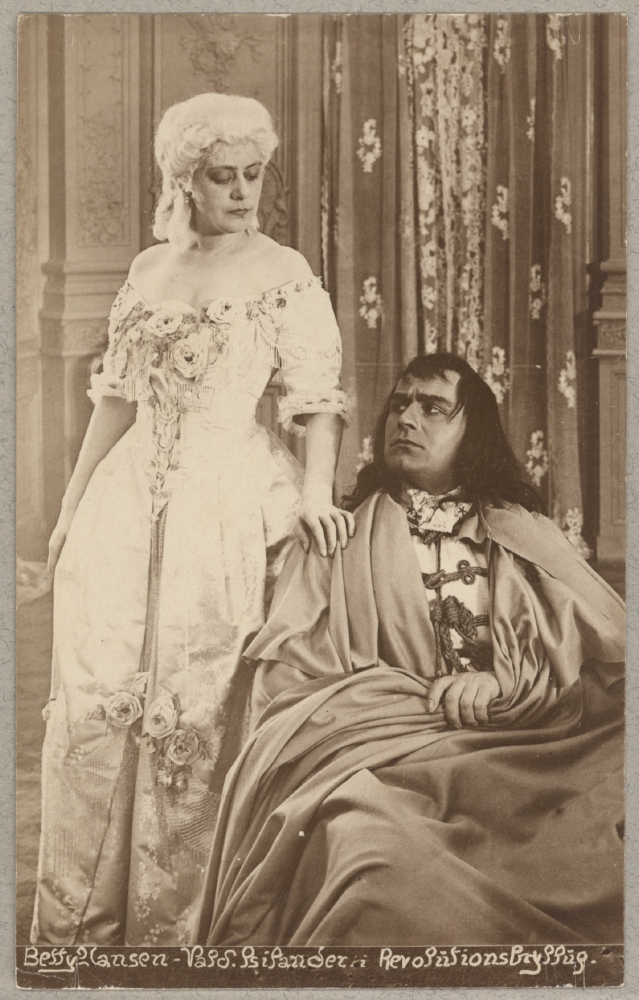
Szene aus dem Film (Nansen und Psilander)

Revolutionshochzeit ist ein 1914 gedrehtes und zur Zeit der Französischen Revolution spielendes, dänisches Stummfilmdrama mit Valdemar Psilander und Betty Nansen in den Hauptrollen. Regie führte August Blom.

## Handlung
Frankreich im Mai des Revolutionsjahres 1793. Die Jakobiner drängen auf die vollständige Abschaffung der Monarchie und verfolgen gnadenlos die letzten Monarchisten. Die europäischen Nachbarn sind alarmiert und halten Truppen bereit, den revolutionären Wahnsinn eines Robespierre zu beenden. Unter dem Schutz österreichischer Truppen will auch der Adelige Erneste de Tressailles als Teil der weißen Eskadron an der Befreiung von der Tyrannei teilnehmen und reitet mit den Österreichern in Schloss Trionville ein. Er schickt durch einen der Husaren seiner Verlobten Alaine de L’Estoile einen blühenden Orangenzweig, den ihre Zofe Léontine entgegennimmt. Dies ist das Zeichen für die anstehende Hochzeit, die auf Trionville stattfinden soll. Beide begeben sich im festlichen Rahmen zur Trauung in der Schlosskapelle, während der Haushofmeister ein Festmahl zubereiten lässt. Als das Paar an der Hochzeitstafel sitzt und speist erreicht die Gesellschaft eine Hiobsbotschaft: Die Jakobiner sind im Anmarsch! Tatsächlich hört man schon ihre Gewehrsalven. Erneste springt auf und klettert aus dem Fenster auf den Schlosshof herab, um zu seinen Leuten zu eilen.
Die Jakobiner dringen derweil auf das Schlossgelände vor, angeführt von Kommissar Montaloup. Rüde dringt man in die Wohngemächer der verängstigten Alaine und stochert mit den Säbelspitzen der Gemälde ihrer Ahnen. Erneste, der mit einem Ruderboot über den Schlossteich entkommen konnte, wird am anderen Ufer von Oberstleutnant Marc Arron „empfangen“ und festgenommen. Man bringt ihn zurück auf das Schloss und hält ein Kurztribunal, in dem Erneste, ein „Emigrant“, die laut Revolutionsbeschluss alle hingerichtet werden sollen, zum Tode verurteilt wird. Prosper, der treue Diener Alaines, der ihrem Ehemann zu helfen versucht hatte, indem er die den Marquis verratende Kokarde der Bourbonen von seiner Mütze entfernte, wird von den Jakobinern als erstes füsiliert, da er behauptet hatte, der Besitzer der unter seinem Fuß versteckten und schließlich entdeckten Kokarde zu sein. Alaine wiederum, die nicht zu fliehen versucht hatte, wird von dem Jakobiner-Tribunal freigesprochen. Bei einem Rest von Ehrgefühl unter den Revoluzzern erlaubt man dem Marquis Erneste, die Hochzeitsnacht, seine letzte Nacht überhaupt, mit seiner Braut zu verbringen. Am nächsten Morgen solle dann auch ihn dasselbe Schicksal ereilen wie Prosper. 
Während Erneste und seine Frau Alaine im großen Saal verzweifelt nach einem Ausweg suchen, feiern die Jakobiner unten in der Küche beim Personal ein großes Gelage. Alaine sinnt nach einem Ausweg und schickt ihre Zofe Léontine zu dem Oberstleutnant Marc Arron, um ihn zu einer Unterredung in ihr Gemach zu bitten. Dort macht die dem Revolutionsoffizier folgendes Angebot: Sie wolle ihm diese Nacht gewährend, wenn sie dafür ihren frisch angetrauten Mann entkommen ließe. Arron, der durchaus Interesse an der Marquise hat, tauscht daraufhin mit Erneste die Kleider, der nun im Jakobiner-Outfit entkommen kann. Alaine erkennt, dass Arrons Mut und Tapferkeit viel größer ist als die Ernestes und gibt sich ihm, der auf sein Recht der Liebesnacht verzichtet, freiwillig hin. Die Marquise sieht in dem Revoluzzer all die Eigenschaften, die zu finden sie bei ihrem entflohenen Gatten erhofft hatte. Der Morgen naht und Arron stellt sich seiner Verantwortung. Die ihm gereichte Pistole für einen Selbstmord weist er entschieden zurück. Als Montaloup von Ernestes Flucht erfährt, lässt er seine Leute nach Erneste ausschwärmen. Dem Chevalier Marc Arron hingegen droht die Todesstrafe, da er einem verurteilten Adeligen und Emigranten zur Flucht verholfen hat. Als die Jakobiner gewaltsam in Madames Salon eindringen wollen, da sie nicht öffnen, strömen durch die andere Tür eine weitere Schar Jakobiner hinein, mit dem Marquis im Schlepptau: Er hatte sich freiwillig gestellt. Doch es nützt alles nicht, beide Männer sind zum Tode verurteilt. Montaloup zerreißt sein Todesurteil, doch Arron geht ans Fenster und erteilt den unten mit Gewehren auf ihn zielenden Soldaten den Schießbefehl. Mit den Worten „Es lebe Alaine de L'Estoile, es lebe die Republik“ fällt er im Kugelhagel. Alaine nimmt seinen sterbenden Körper in die Arme und spricht „Er liebte mich“.

## Produktionsnotizen
Revolutionshochzeit entstand zwar bereits 1914, wurde aber erst am 15. November 1915 erstaufgeführt. Die österreichische Premiere fand am 16. Januar 1916 statt, die deutsche mutmaßlich noch Ende 1915, da in dieser Zeit mehrere Artikel zum Film in den Fachblättern Der Kinematograph und Lichtbild-Bühne erschienen. Die deutsche Wiederaufführung fand im Mai 1919 im Berliner Mozartsaal statt. Die Länge des Vierakters betrug 1234 Meter.
Dies war bereits die dritte Verfilmung dieses Stoffes und zugleich einer der letzten großen internationalen Erfolge des dänischen Stummfilms vor Ende des Ersten Weltkriegs. Regisseur Blom hatte in der fünf Jahre zuvor entstandenen Fassung von Viggo Larsen (1909) die Hauptrolle gespielt. 1912 entstand in Deutschland eine weitere Version unter der Regie von Emil Albes. Ebenfalls in Deutschland entstand 1928 ein weiteres Remake, diesmal unter der Regie des Dänen A. W. Sandberg. 1937 inszenierte Hans H. Zerlett eine deutsche Tonfilmfassung.

## Kritiken und Rezeption
„Mit der großzügigen Verfilmung Sophus Michaelis „Revolutionshochzeit“ hat die Nordisk ein anzuerkennendes Werk geschaffen. Ein Stoff voll dichterischer Kraft und mächtiger Dramatik zieht hier durch vier glänzend gespielte Akte. Eine hervorragende Ausstattung, eine vom rein künstlerischen Gesichtspunkt eingeleitete Regie und eine routinierte Technik ersetzen hier vollständig das fehlende Wort und üben tiefgehende Wirkung auf den Beschauer aus. Die erstklassige Besetzung der Hauptrollen durch Waldemar Psilander, Betty Nansen und Nicolai Johannsen stempeln dieses Filmwerk aber geradezu zu einem Dokument zeitgenössischer Filmkunst. Insbesonders ist es Waldemar Psilander in der Rolle des Oberstleutnant Marc Arron, der uns den das Leben verachtenden entschlossenen Helden [in] … geradezu meisterhafter Vollendung zeigt. Betty Nansen … läßt wieder einmal ihre ganz eigenartige Künstlerschaft erkennen.“